# Ringer-Europameisterschaften 2006
Die Ringer-Europameisterschaften 2006 fanden in Moskau statt.

## Griechisch-römisch

### Ergebnisse
| Klasse  | Gold                  | Silber             | Bronze                                 |
| ------- | --------------------- | ------------------ | -------------------------------------- |
| -55 kg  | Roman Amojan          | Wenelin Wenkow     | Rövşən Bayramov Claudiu Gavrilă        |
| -60 kg  | Karen Mnazakanjan     | Dawit Bedinadse    | Fuad Əliyev Wjatscheslaw Dschaste      |
| -66 kg  | Tamás Lőrincz         | Sergei Kowalenko   | Şeref Eroğlu Oleksandr Chwoschtsch     |
| -74 kg  | Warteres Samurgaschew | Aleh Michalowitsch | Manuchar Kwirkwelia Mahmut Altay       |
| -84 kg  | Artur Michalkiewicz   | Denis Forow        | Mélonin Noumonvi Nazmi Avluca          |
| -96 kg  | Hamza Yerlikaya       | Michail Nikolajew  | Marek Švec Jimmy Lidberg               |
| -120 kg | İsmail Güzel          | Juha Ahokas        | Chassan Barojew Oleksandr Tschernezkyj |

### Medaillenspiegel (griechisch-römisch)
| Rang | Land      | Gold | Silber | Bronze |
| ---- | --------- | ---- | ------ | ------ |
| 1    | Armenien  | 2    | 1      | 0      |
| 2    | Türkei    | 2    | 0      | 3      |
| 3    | Russland  | 1    | 1      | 2      |
| 4    | Ungarn    | 1    | 0      | 0      |
| 4    | Polen     | 1    | 0      | 0      |
| 6    | Ukraine   | 0    | 1      | 2      |
| 7    | Georgien  | 0    | 1      | 1      |
| 8    | Belarus   | 0    | 1      | 0      |
| 8    | Bulgarien | 0    | 1      | 0      |
| 8    | Finnland  | 0    | 1      | 0      |

Bester deutscher Ringer war Bernhard Mayr mit dem 5. Platz in der Klasse bis 84 kg.

## Freistil

### Ergebnisse
| Klasse  | Gold                      | Silber            | Bronze                                |
| ------- | ------------------------- | ----------------- | ------------------------------------- |
| -55 kg  | Oleksandr Sacharuk        | Namiq Abdullayev  | Amiran Kartanow Dschamal Otarsultanow |
| -60 kg  | Mawlet Batirow            | Tevfik Odabaşı    | Anatoli Gujdja Jewhen Chawilow        |
| -66 kg  | Machatsch Murtasalijew    | Albert Batyrau    | Serafim Barzakow Vadim Guigolaev      |
| -74 kg  | Buwaissar Saitijew        | Ruslan Kokajew    | Gábor Hatos Krystian Brzozowski       |
| -84 kg  | Adam Saitijew             | Gökhan Yavaşer    | Wadim Lalijew Taras Danko             |
| -96 kg  | Chadschimurad Gazalow     | Schamil Gitinow   | Giorgi Gogtschelidse Stefan Kehrer    |
| -120 kg | Kuramagomed Kuramagomedow | Iwan Ischtschenko | Eldari Luka Kurtanidse Rareș Chintoan |

### Medaillenspiegel (Freistil)
| Rang | Land          | Gold | Silber | Bronze |
| ---- | ------------- | ---- | ------ | ------ |
| 1    | Russland      | 6    | 0      | 1      |
| 2    | Ukraine       | 1    | 1      | 2      |
| 3    | Armenien      | 0    | 2      | 1      |
| 4    | Türkei        | 0    | 2      | 0      |
| 5    | Belarus       | 0    | 1      | 0      |
|      | Aserbaidschan | 0    | 1      | 0      |
| 7    | Bulgarien     | 0    | 0      | 2      |
|      | Georgien      | 0    | 0      | 2      |
| 8    | Deutschland   | 0    | 0      | 1      |
|      | Rumänien      | 0    | 0      | 1      |
|      | Frankreich    | 0    | 0      | 1      |
|      | Ungarn        | 0    | 0      | 1      |
|      | Griechenland  | 0    | 0      | 1      |
|      | Polen         | 0    | 0      | 1      |

## Frauen

### Ergebnisse
| Klasse | Gold               | Silber               | Bronze                                    |
| ------ | ------------------ | -------------------- | ----------------------------------------- |
| -48 kg | Lilija Kaskarakowa | Fani Psatha          | Francine De Paola Cristina Croitoru       |
| -51 kg | Vanessa Boubryemm  | Alexandra Engelhardt | Natalja Smirnowa Oleksandra Kohut         |
| -55 kg | Natalja Golz       | Ludmila Cristea      | Anna Gomis Johanna Mattsson               |
| -59 kg | Ljubow Wolossowa   | Stefanie Stüber      | Marianna Sastin Audrey Prieto             |
| -63 kg | Aljona Kartaschowa | Monika Ewa Michalik  | Nikola Hartmann-Dünser Agoro Papavasiliou |
| -67 kg | Jelena Perepelkina | Kristīne Odriņa      | Agnieszka Wieszczek Iryna Zyrkewitsch     |
| -72 kg | Stanka Slatewa     | Switlana Sajenko     | Anita Schätzle Karine Schadojan           |

### Medaillenspiegel (Frauen)
| Rang | Land         | Gold | Silber | Bronze |
| ---- | ------------ | ---- | ------ | ------ |
| 1    | Russland     | 5    | 0      | 1      |
| 2    | Frankreich   | 1    | 0      | 2      |
| 3    | Bulgarien    | 1    | 0      | 0      |
| 4    | Deutschland  | 0    | 2      | 1      |
| 5    | Griechenland | 0    | 1      | 1      |
|      | Ukraine      | 0    | 1      | 1      |
|      | Polen        | 0    | 1      | 1      |
| 8    | Lettland     | 0    | 1      | 0      |
|      | Moldau       | 0    | 1      | 0      |
| 10   | Belarus      | 0    | 0      | 1      |
|      | Rumänien     | 0    | 0      | 1      |
|      | Ungarn       | 0    | 0      | 1      |
|      | Schweden     | 0    | 0      | 1      |
|      | Armenien     | 0    | 0      | 1      |
|      | Italien      | 0    | 0      | 1      |
|      | Österreich   | 0    | 0      | 1      |